# Neuhof (Lamspringe)
Neuhof ist ein Ortsteil der Gemeinde Lamspringe im niedersächsischen Landkreis Hildesheim.

## Geografie

### Lage
Neuhof liegt südwestlich von Bad Salzdetfurth am Höhenzug Harplage an der Lamme, die zum Einzugsbereich der Leine zählt.

### Ortsgliederung
Zu der Ortschaft Neuhof gehören die folgenden drei Wohnplätze:
- Ammenhausen
- Neuhof (Hauptort)
- Wöllersheim (Ehemals Wöllersen/Wollersen)

## Geschichte
1312 wurde Neuhof gegründet. 1757 wurde die Kirche mit Dachreiter in Neuhof gebaut.

### Eingemeindungen
Im Zuge der Gebietsreform in Niedersachsen, die am 1. März 1974 stattfand, wurde die kleine Gemeinde Wöllersheim (mit damals weniger als 50 Einwohnern) in die Gemeinde Neuhof eingegliedert.
Die Gemeinden Neuhof, Harbarnsen, Lamspringe, Sehlem und Woltershausen der aufgelösten Samtgemeinde Lamspringe wurden am 1. November 2016 zur neuen Gemeinde Lamspringe vereinigt.

### Einwohnerentwicklung
| Jahr | Einwohner | Quelle |
| ---- | --------- | ------ |
| 1910 | 496       | [ 6 ]  |
| 1925 | 474       | [ 7 ]  |
| 1933 | 470       | [ 7 ]  |
| 1939 | 455       | [ 7 ]  |
| 1950 | 911       | [ 8 ]  |
| 1956 | 730       | [ 8 ]  |
| 1973 | 563       | [ 9 ]  |
| 1975 | 0596 ¹    | [ 10 ] |

| Jahr | Einwohner | Quelle |
| ---- | --------- | ------ |
| 1980 | 551 ¹     | [ 10 ] |
| 1985 | 510 ¹     | [ 10 ] |
| 1990 | 483 ¹     | [ 10 ] |
| 1995 | 519 ¹     | [ 10 ] |
| 2000 | 478 ¹     | [ 10 ] |
| 2005 | 464 ¹     | [ 10 ] |
| 2010 | 414 ¹     | [ 10 ] |
| 2015 | 437 ¹     | [ 1 ]  |

¹ jeweils zum 31. Dezember
|  |

## Politik

### Gemeinderat und Bürgermeister
Auf kommunaler Ebene wird der Ortsteil Neuhof vom Gemeinderat aus Lamspringe vertreten.

### Ortsvorsteher
Der Ortsvorsteher von Neuhof, Ammenhausen und Wöllersheim ist Friedhelm Bohnsack.

### Wappen
Der Gemeinde wurde das Kommunalwappen am 3. April 1939 durch den Oberpräsidenten der Provinz Hannover verliehen. Der Landrat aus Alfeld überreichte es am 18. Juli desselben Jahres.
| Wappen von Neuhof | Blasonierung: „In Blau aus dem Schildfuß herauswachsend das goldene Giebelbalkenwerk eines gerichteten Hauses, bestehend aus dem Binder mit daraufgesetztem Sprengwerk und eingefügten Winkelhölzern; diese tragen zwei Dachsparren, denen ein goldener Richtefestkranz mit im Wechsel rot und silbern gefärbten Bändern aufgesetzt ward. In die durch das Sprengwerk und die Winkelhölzer gebildete Fläche ist ein rotes sechsspeichiges Sonnenrad gesetzt worden.“                  |
| Wappen von Neuhof | Wappenbegründung: Da der Ortschaft Neuhof für die Gestaltung eines Gemeindewappens jegliche historische Grundlage fehlte, griff man zu einem redenden Wappen. Es erläutert, indem es die in Sitte und Brauchtum des Ortes stark verwurzelte Richtefestfeier sinnvoll zur Darstellung bringt, den Ortsnamen in treffender Weise und verkündet die ewige Wahrheit, dass dort, wo noch heute neue Bauerngehöfte erstehen, der Urquell des Volkes – das Bauerntum – noch nicht versiegte. |

## Wirtschaft und Infrastruktur
Verkehr
- Neuhof ist über Kreisstraßen mit der Bundesstraße 243 an das Straßennetz angeschlossen

## Persönlichkeiten
Söhne und Töchter des Ortes
- Friedrich Grebe (1873–1931), Lehrer, Politiker (Zentrum) und Abgeordneter des Preußischen Landtags
- Luis Oberbeck (* 1999), Leichtathlet